# Anomalon miocenicum
Anomalon miocenicum là một loài tò vò trong họ Ichneumonidae.